# Alexandr Kovalevskij
Alexandr Onufrijevič Kovalevskij (19. listopadu 1840 Vitebská gubernie – 22. listopadu 1901 Petrohrad) byl ruský zoolog a embryolog.

## Životopis
Narodil se v roce 1840 ve Vitebské gubernii do rodiny statkáře Onufrije I. Kovalevského. Přírodní vědy studoval od roku 1858, a to střídavě v Petrohradu, Heidelbergu a Tübingenu. V Německu se vzdělával například u Heinricha Bronna, Heinricha Alexandera Pagenstechera, Huberta von Luschky, Huga von Mohla a zejména Franze von Leydiga. Než se přeorientoval na zoologii a embryologii, věnoval se chemii. Zajímavostí je, že v Heidelbergu nebyl veden jako řádný student, ale s profesory se domlouval individuálně. Mezi lety 1863–1865 se poprvé věnoval samostatné výzkumné činnosti (v Neapoli) a v letech 1866–1867 působil v zoologickém kabinetu opět v Petrohradě, kde pod vedením prof. Kesslera obhájil svou doktorskou práci.
Vědeckou dráhu spojil s univerzitou v Kazani, kde byl již roku 1868 jmenován profesorem, dále s univerzitou v Kyjevě (1869 – 1873), Oděse (1873 – 1890) a v Petrohradě (1891 – 1894, vedl zde anatomicko-histologický kabinet). Proslavil se zejména svými embryologickými výzkumy a jakožto přední stoupenec darwinismu dokázal příbuznost bezobratlých s obratlovci. V 60. a 70. letech odhalil úzký příbuzenský vztah mezi obratlovci, kopinatci a sumkami (resp. pláštěnci), tedy skupinami tvořícími tři hlavní skupiny strunatců. V případě pláštěnců zjistil, že byť dospělci sumek mají výrazně modifikovaný tělní plán, larvy sumek vykazují znaky a vývoj charakteristické pro strunatce. Vývoji kopinatce věnoval práci Istorija razvitija Amphioxus lanceolatus (1865), vývoji sumek práci Entwicklungsgeschichte der einfachen Ascidien (1866).
Časopis Živa se o jeho přínosech pro embryologii v publikovaném nekrologu zmiňoval takto:
Alexander Kovalevsky, slavný embryolog ruský i anatom nižších zvířat, octl se ve směru pracovníků, kteří studují zjevy vývojové od ryhování vajíčka až k uplnému vyzrání, majíce za to, že pouze prací takou dojde se ke hlubšímu poznání docela vyvinutých organismů. K., dlužno to uznati, lišil se od mnohých stoupenců směru toho, že theoretických spekulací byl nepřítelem, přistupoval k nim s onou zdrželivostí, která charakterisuje pravého přírodozpytce. Za to ale právě přinesl více než kdokoli jiný svými fundamentálními nálezy dokladů takých, že srovnávacímu vývojezpytu opatřena jest basis široká. Klasické jsou práce jeho o embryích Ascidia, Amphioxus, Sagitta, Argiope i směrodatné jsou pokusy, zahrnouti všechny bezobratlé v jejich homologii k obratlovcům.

Kovalevskij se důvěrně znal s Iljou Mečnikovem. Od 80. let 19. století se zabýval zejména fyziologií bezobratlých a položil základy jejich srovnávací fyziologie. Od roku 1890 byl členem Petrohradské akademie věd. Během svého života prováděl i četné terénní práce, navštívil Středozemní, Černé, Rudé, Marmarské a Kaspické moře. Plány na expedici na Jávu ukončila jeho náhlá smrt v roce 1901 na krvácení do mozku.
Jeho mladším bratrem byl přírodovědec-paleontolog Vladimir Onufrijevič Kovalevskij (1842–1883).